# North Shore : Hôtel du Pacifique
Pour les articles homonymes, voir North Shore.
North Shore : Hôtel du Pacifique (North Shore) est une série télévisée américaine en 21 épisodes de 44 minutes, créée par Peter Elkoff dont vingt épisodes ont été diffusés entre le 14 juin 2004 et le 13 janvier 2005 sur le réseau FOX.
En France, la série a été diffusée entre le 9 avril et le 27 août 2005 sur TF1 et rediffusée sur Série Club ; au Québec à partir du 23 août 2005 sur Séries+ et rediffusée à partir du 16 août 2010 sur Évasion ; en Belgique depuis le 25 février 2007 sur La Deux, et en Suisse sur TSR1.

## Synopsis
Vincent Colville est le propriétaire de Grand Waimea Hotel and Resort, dans les îles Hawaii, et dont le fils de son ancien meilleur ami, Jason Matthews, est le directeur. La série débute quand Jason apprend que son ancienne fiancée, Nicole Booth, a été engagée par Vincent comme nouvelle directrice des relations avec les « invités ».
Dans le même temps, le spectateur suit la vie quotidienne d'autres employés de l'hôtel qui sont également les meilleurs amis de Jason : le surfeur et surveillant de plage Gabriel, la serveuse MJ et le barman Frankie.
Rapidement, les intrigues se mêlent. Jason décide d'embaucher Tessa Lewis, l'ancienne petite amie d'un cambrioleur d'hôtel ; la jeune femme va se révéler ambitieuse et discrètement comploter pour prendre la place de Nicole dans l'hôtel et dans le cœur de Jason. Nicole doit, de son côté, gérer l'arrivée inattendue de son père, dirigeant d'un important groupe hôtelier et ennemi intime de Vincent.

## Distribution

### Acteurs principaux
- Kristoffer Polaha (VF : Alexis Victor) : Jason Matthews, directeur de l'hôtel, ancien fiancé de Nicole.
- Brooke Burns (VF : Dominique Westberg) : Nicole Booth, directrice des relations avec la clientèle.
- Corey Sevier (VF : Yoann Sover) : Gabriel Miller, surfeur amateur et surveillant de la piscine et de la plage de l'hôtel.
- Nikki DeLoach (VF : Adeline Moreau) : Mary Jeanne « M.J. » Bevans, serveuse au bar de l'hôtel.
- Jason Momoa (VF : Tanguy Goasdoué) : Frankie Seau, barman de l'hôtel, il a pour rêve de posséder son propre club de nuit.
- Jay Kenneth Johnson (en) (VF : Fabrice Josso) : Chris Remsen, moniteur de sports extrêmes, il devient rapidement le petit ami de MJ.
- Amanda Righetti (VF : Stéphanie Lafforgue) : Tessa Lewis, ancienne voleuse, puis assistante du concierge de l'hôtel (dès l'épisode 2)
- James Remar (VF : Patrice Baudrier) : Vincent Colville, propriétaire du Grand Waimea, il fut amoureux de la mère de Nicole.

### Acteurs secondaires
- Shannen Doherty (VF : Anne Rondeleux) : Alexandra Hudson, fille illégitime de Walter Booth (11 épisodes)
- Robert Kekaula (VF : Jean-Luc Atlan) : Sam (10 épisodes)
- Mark Malalis (VF : Paolo Domingo) : Kai (7 épisodes)
- Christopher McDonald (VF : Jean-Louis Faure) : Walter Booth, père de Nicole et d'Alexandra et dirigeant d'une importance firme hôtelière (6 épisodes)
- Dominic Purcell (VF : Eric Aubrahn) : Tommy Ravetto (5 épisodes)
- Marika Dominczyk (VF : Caroline Lallau) : Erika (4 épisodes)
- Juliet Lighter (VF : Géraldine Asselin) : Penny (4 épisodes)
- Krista Kalmus (VF : Sylvie Jacob) : Charlie Fitz (4 épisodes)
- Michael Ontkean (VF : Jean-Pierre Leclerc) : Gordon Matthews, le père de Jason et ancien ami de Vincent (4 épisodes)
- Josh Hopkins (VF : Maurice Decoster) : Morgan Holt, le fiancé de Nicole et qui travaille pour le père de celle-ci (4 épisodes)

### Invités
- Leighton Meester (VF : Laetitia Godès) : Veronica Farrell (épisode 1)
- Brian George : Reja Sabet (épisode 1)
- Aaron Himelstein : Charlie (épisode 2)
- Josh Henderson : Derek (épisode 2)
- Jennifer Alden : Christy (épisode 3)
- Beau Garrett : Natalia (épisode 4)
- Michael Raymond-James : Damien Pruitt (épisode 4)
- Chyler Leigh : Kate Spangler (épisode 5)
- Dylan Bruno : Trey Chase (épisodes 6 et 8)
- Kaylee Defer : Emily (épisode 6)
- Rockmond Dunbar : Agent Fernley (épisode 6)
- Melissa Joan Hart : Elle-même (épisode 6)
- Ryan McPartlin : William (épisode 6)
- Ana Ortiz : Ana Green (épisode 6)
- Dennis Rodman : Lui-même (épisode 6)
- Laura Allen : Monique (épisode 7)
- Moon Bloodgood : Lacey Riggs (épisode 10)
- Emmanuelle Vaugier : Melinda Lindsey Kellogg (épisodes 12 et 13)
- Matthew Bomer : Ross (épisode 12)
- Jason Gedrick : Dr Clayton Kellogg (épisodes 13 et 14)
- Nick Wechsler : Justin Silver (épisode 15)
- Greg Serano : Pedro Garcia (épisode 17)
- Delta Goodrem : Taylor Ward (épisodes 20 et 21)
- Adrianne Palicki : Lisa Ruddnick (épisodes 20 et 21)

- Version française
Société de doublage : Libra Films[1]
Direction artistique : Catherine Le Lann[1]
Adaptation des dialogues : Joëlle Martrenchard[1]

Source VF : Doublage Séries Database

## Épisodes
1. Sous le soleil de Hawaï (Pilot)
2. L'Ouragan Tessa (Tessa)
3. La Reine de la fête (Surprise Party)
4. Mon meilleur ennemi (Meteor Shower)
5. Arnaque à l'amour (My Boyfriend's Back)
6. Une invitée de marque (Secret Service)
7. Mariage mouvementé (More)
8. Prêt à tout (Burned)
9. Quand le passé revient (Ties That Bind)
10. Brigade mondaine (Vice)
11. La Demi-Sœur (Alexandra)
12. La Vérité sur Bellport (Bellport)
13. Panique à l'hôtel (Leverage)
14. Mirages (Illusions)
15. Soirée de gala (The Big One)
16. La Toque, la bague et le bracelet (The Cook, the Waitress, the GM and His Lover)
17. L'Envers du décor (Sucker Punch)
18. Podium (Catwalk)
19. Au royaume des requins (Shark)
20. Moment de vérité (The Ex-Games)
21. Réconciliations et séparations (The End)

## Commentaires
- Le rôle de Vincent Colville était initialement interprété par Rob Estes (Melrose Place, Les Dessous de Palm Beach)[2] alors que celui de Nicole Booth était joué par Rachel Shelley (Ghost Whisperer)[3]. Le personnage Jason Matthews s'appelait au départ Danny Peel[4].
- Navi Rawat (Newport Beach)[5] jouait la concierge de l’hôtel mais son rôle a finalement été supprimé lorsqu'elle a rejoint la distribution de Numb3rs[6].
- Le titre North Shore fait référence à une partie de la côte de l'île hawaiienne d'Oahu. En hiver, le vent du nord provoque la formation de vagues prisées par les surfeurs.
- L'hôtel qui sert de décor est le Turtle Bay Resort, près de la ville de Kahuku, sur l'île d'Oahu (Hawaï).
- Pour sa diffusion sur TF1, la série aurait dû se nommer Pacific Bay, mais le CSA a refusé.